# 다지마 나비
다지마 나비(일본어: 田島ナビ, 1900년 8월 4일 ~ 2018년 4월 21일)는 일본의 슈터센티네리언이다. 다지마 나비는 잔 칼망, 세라 나우스에 이어 인류 역사상 3번째 슈퍼센티네리언이자 여성 장수인이다. 또한 확실한 기록이있는 인물 중에서는 일본 및 아시아에서 사상 최고령 인물이기도 하다. 그의 향년이 119세였다.
| 이전 바이올렛 브라운 | 세계최고령자 2017년 9월 15일~2018년 4월 21일 | 이후 미야코 치요 |

| 이전 익명의 여성 | 일본최고령자 2015년 9월 27일~2018년 4월 21일 | 이후 미야코 치요 |

## 같이 보기
- 다나카 가네
- 최장수인